# Z (chaîne de télévision)
Pour les articles homonymes, voir Z.
Z (anciennement Canal Z et Ztélé) est une chaîne de télévision québécoise. Elle a été officiellement lancée le 31 janvier 2000 et appartient à Bell Media.

## Histoire
En mai 1999, Radiomutuel obtient une licence de diffusion auprès du CRTC pour le service Canal Z « ayant pour thèmes la science et la technologie, la terre et ses secrets, la conquête de l'espace, le paranormal et la science fiction, les faits de société (styles de vie) et l'informatique. »
En juin 1999, Astral a annoncé son intention de faire l'acquisition de Radiomutuel, qui a été approuvé par le CRTC le 12 janvier 2000. La chaîne a été lancée le 31 janvier 2000 et était distribuée avec Historia, Séries+ et Évasion sous forme de mini-forfait, qui a été abandonné quelques années plus tard.
Niveau programmation, la chaîne diffusait et produisait des émissions et magazines selon des thèmes telles que technologie, multimédia, jeux vidéo, l'inexpliqué, science-fiction, etc. Aucune série de fiction originale n'a été produite pour la chaîne télé, elles ont été publiées dans la section webtélé du site web de la chaîne.
En 2005, la chaîne a été renommée Ztélé en introduisant un logo modifié. Le 30 octobre 2006, la chaîne Ztélé et six autres chaînes d'Astral Media, Canal D, Canal Vie, Historia, Séries+, VRAK.TV et Super Écran, lancent leur programmation en haute définition.
Le 16 mars 2012, Bell Canada (BCE) annonce son intention de faire l'acquisition d'Astral Média, y compris Ztélé, pour 3,38 milliards de dollars. La transaction a été refusée par le CRTC. Bell Canada a alors déposé une nouvelle demande le 4 mars 2013, qui a été approuvée le 27 juin 2013.
En août 2014, Bell Média a renommé la chaîne Z et la dote d'un nouveau logo. Les émissions de technologie ont été remplacées par des émissions de divertissement, telles que la motoneige, les voitures, des talk-shows, des émissions humoristiques et la culture de divertissement pour adultes.
En 2021, Z est intégré au site noovo.ca, où ses émissions peuvent être visionnées.
À l'été 2022, Vidéotron a informé Bell Média qu’elle souhaitait retirer Vrak et Z de sa distribution « en raison de leur faible taux de visionnement », et Bell dépose un plainte auprès du CRTC. Après des mois de statu quo, le CRTC rejette la plainte en février 2023. La chaîne est retirée depuis le 16 août 2023.

### Identité visuelle (logotype)

Logo de Ztélé de 2005 à 2014. (Version Haute définition)
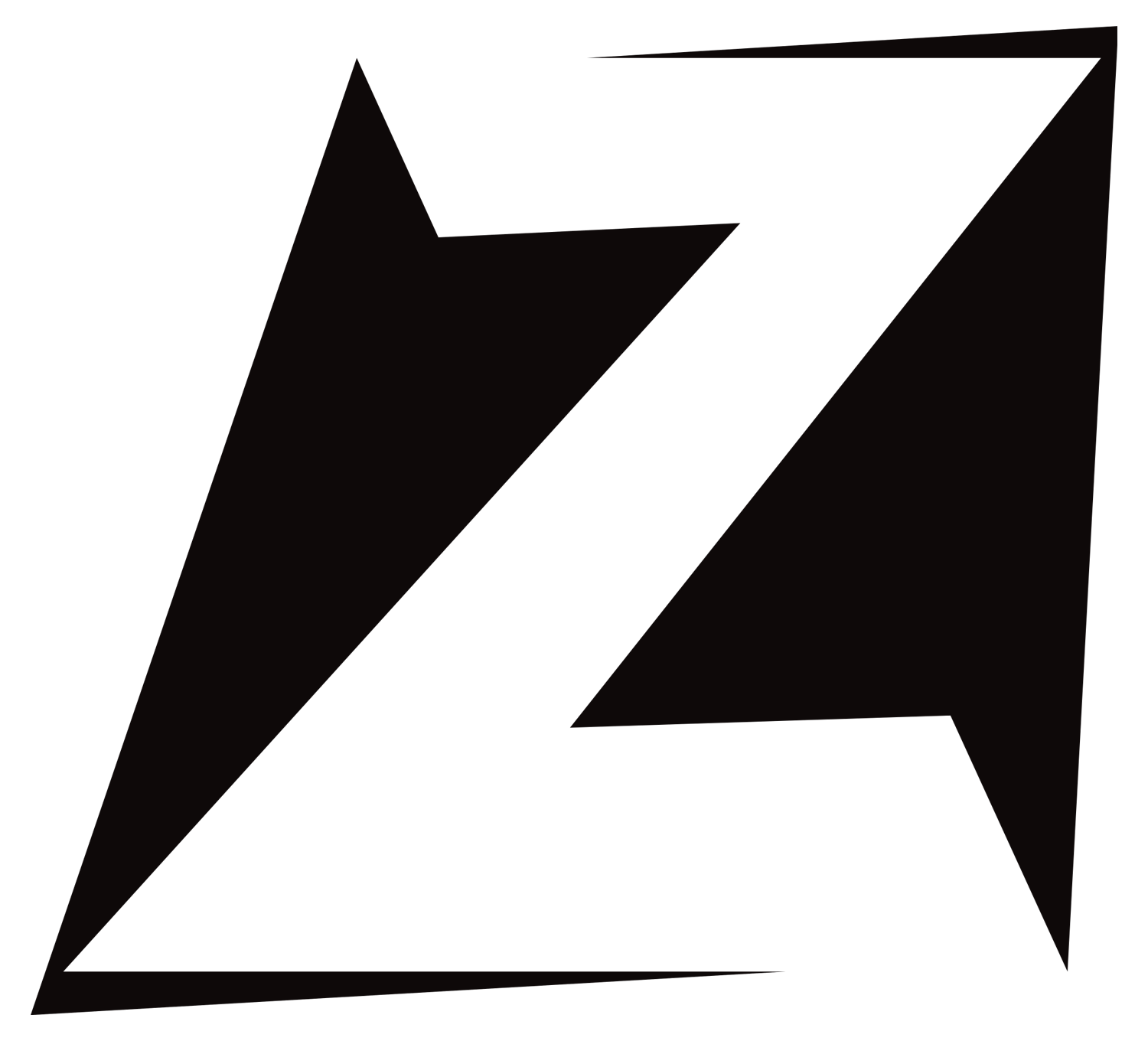
Logo de Z depuis 2014.

## Programmes
- Séries et longs métrages de fiction (action, science-fiction)
- Magazines et séries documentaires (automobile, humour, etc.)
- Docuréalité extrême

### Émissions
Séries documentaires
- Direct dans l'net
- Classé XXX
- Pawn Shop Québec
- Jobs de bras
- On va s'coucher moins niaiseux
- Équipé pour rouler
- Comment c'est fait 3D
- Comment c'est fait
- L'Effet Carbonaro (The Carbonaro Effect)
- Seuls et tout nus (Naked and Afraid)
- Les pires chauffards canadiens (Canada's Worst Driver)
- Briseurs de coffres-forts (Safecrackers)
- Les Rois du troc (Barter Kings)
- Ne vous fiez pas à Andrew Mayne (Don't Trust Andrew Mayne)
- Les Stupéfiants (Mythbusters)
- Remorquage à Lizard Lick (Lizard Lick Towing)
- Prêt sur gage de l'enfer (Hardcore Pawn)
- Les Pelletier: Profession bûcheron
- Péril en haute mer (Deadliest Catch)
- Réal dans mes rénos
- Roc stars: les mineurs du Québec
- Sales Jobs (Dirty Jobs)
- Spirit Investigations
- Traqueurs de fantômes international
- Bad Ink
- Chasseurs de fantômes
- Le Punch Club
- Au chalet de Rémi

Magazines
- Les Justiciers de la pia$$e (Anciennement La Revanche des nerdZ et Les Nerdz)
- Le banc d'essai du peuple
- Ça s'branche où?
- Ça t'prend ça
- Championnat national de poker Head's Up
- Le Cobaye
- Comment ça marche
- Les Constructeurs de l'extrême (Canada)
- Maisons hantées
- Monstres mécaniques
- Monte dans l'manège
- Les Tripeux

Comédies
- Roast Battle: le grand duel
- Corde raide
- Le Prochain Stand-up: Classe de maître
- Infiltration
- Les Recrues d'infanteries
- Lowrider Montréal
- Les Enragés du ring
- Les Génies de la vitessse
- Mégatrucks: Qui sera le meilleur?
- Péril en haute mer
- Rire sans tabous
- Ceci n'est pas un talk show
- Peur de rien!
- Seuls et tout nus
- Star Trek: Picard
- Tagliani: À toute allure
- Les Brown: génération Alaska

### Séries
Séries canadiennes
- Orphan Black
- Vikings[9]
- Bitten[10]
- Le Sanctuaire (Sanctuary)
- Baiser fatal (Lost Girl)
- Killjoys
- Primitif : Un nouveau monde (Primeval: New World)

 Séries américaines
- South Park
- Sleepy Hollow[10]
- Les sorcières de North Hampton (Witches of East End[9])
- The Tomorrow People[10]
- Arrow
- Grimm
- Surnaturel (Supernatural)
- La Porte des étoiles (Stargate SG-1)
- La Porte d'Atlantis (Stargate Atlantis)
- La Porte de l'Univers (Stargate Universe)
- Da Vinci's Demons[9]
- Almost Human[10]
- Believe (Le Don)
- Extant (Menacés)
- Flynn Carson et les Nouveaux Aventuriers
- The Messengers (Les Messagers) [11]
- Chuck
- Ringer
- Les Surhumains (No Ordinary Family)
- Eureka
- The Dead Zone (série télévisée)
- Farscape
- 666 Park Avenue[12]
- Alcatraz
- Angel
- Awake: Enquêtes parallèles
- Dernier Repaire (Last Resort)[12]
- Dollhouse
- The Gates
- Médium (Medium)
- Mélinda, entre deux mondes (Ghost Whisperer)

 Séries britanniques
- Doctor Who saison 8
- Primitif (Primeval)

### Anciennes émissions et séries
- KT-3Z
- La Revanche des nerdz
- Le Teksho
- Pleins gaz
- Gamerz
- Le banc d'essai du peuple
- Technofolie
- Les Secrets du cinéma
- Mission Pompier
- Technicité
- Les Chroniques du mystère
- X-Files
- Farscape
- Invasion planète Terre
- Babylon 5
- Star Trek : La nouvelle génération
- Star Trek : Deep Space Nine
- Star Trek : Voyager
- Battlestar Galactica
- Stargate SG-1
- Stargate Atlantis
- Sliders : Les Mondes parallèles
- Lexx
- Total Recall 2070
- Dark Angel
- Andromeda
- Au-delà du réel : L'aventure continue
- PSI Factor, Chroniques de l'étrange
- Millenium
- Robot Wars
- Terminator : Les Chroniques de Sarah Connor
- TSX
- Des histoires extraordinaires
- Highlander
- Mutant X
- Poltergeist
- Twilight Zone
- Alias
- Les Médiums
- Fastlane
- Tremors
- Dollhouse

## Présentateurs
- Michel Barrette (Équipé pour rouler)
- Réal Béland (Réal dans mes rénos, Les tripeux)
- Jean-Luc Brassard (Comment c'est fait)
- Sébastien Dubé (Monte dans l'manège)
- Pascal Forget (Les Nerdz)
- Mathieu Gratton (Pawn Shop Québec, Le banc d'essai du peuple)
- Patrick Groulx (Jobs de bras)
- Mario Jean (On va s'coucher moins niaiseux)
- Vincent Léonard (Monte dans l'manège)
- Rémi-Pierre Paquin (Ça t'prend ça)
- François-Étienne Paré (Les Justiciers de la pia$$e, Les Nerdz)
- Pascal Forget (Les Nerdz)
- Maripier Morin (Maripier, Mais Pourquoi?)